# دييغو واير
دييغو واير (بالإسبانية: Diego Wayar)‏ (15 أكتوبر 1993 بتاريخا، بوليفيا في بوليفيا - ) هو لاعب كرة قدم بوليفي في مركز الوسط. شارك مع منتخب بوليفيا لكرة القدم.

## روابط خارجية
- دييغو واير على موقع قاعدة بيانات كرة القدم.إي يو (الإنجليزية)
- دييغو واير على موقع ناشيونال فوتبول تيمز (الإنجليزية)
- دييغو واير على موقع Soccerway.com (الإنجليزية)
- دييغو واير على موقع AS.com (الإسبانية)